# Vincenzo Spadafora
Vincenzo Spadafora (ur. 12 marca 1974 w Afragoli) – włoski polityk, w latach 2011–2016 rzecznik praw dziecka, poseł do Izby Deputowanych, od 2019 do 2021 minister.

## Życiorys
Uzyskał wykształcenie średnie. Jako nastolatek zaangażował się w działalność UNICEF-u, brał udział w organizowanych przez nią różnych projektach na rzecz dzieci. W latach 2008–2011 pełnił funkcję prezesa włoskiego oddziału tej organizacji humanitarnej.
Od 1998 współpracował z politykami różnych opcji (jak Andrea Losco, Alfonso Pecoraro Scanio czy Francesco Rutelli), obejmował z ich rekomendacji stanowiska w administracji publicznej (m.in. w 2006 został szefem sekretariatu ministra kultury). W 2011 przewodniczący obu izb parlamentu powołali go na funkcję rzecznika praw dziecka (pierwszego prezesa nowo utworzonego urzędu Autorità garante per l'infanzia e l'adolescenza). Zakończył urzędowanie w 2016.
W 2017 został doradcą i jednym z najbliższych współpracowników Luigiego Di Maio, nowego lidera Ruchu Pięciu Gwiazd. W wyborach w 2018 z ramienia tego ugrupowania uzyskał mandat posła do Izby Deputowanych XVIII kadencji. W czerwcu 2018 został podsekretarzem stanu przy prezydium rządu, odpowiedzialnym za sprawy równouprawnienia i osób młodych.
We wrześniu 2019 objął urząd ministra bez teki do spraw sportu i młodzieży w nowo powołanym drugim rządzie Giuseppe Contego. Funkcję tę pełnił do lutego 2021. W czerwcu 2022 opuścił Ruch Pięciu Gwiazd, współtworząc ruch polityczny Insieme per il Futuro.